# Otto Henneberger

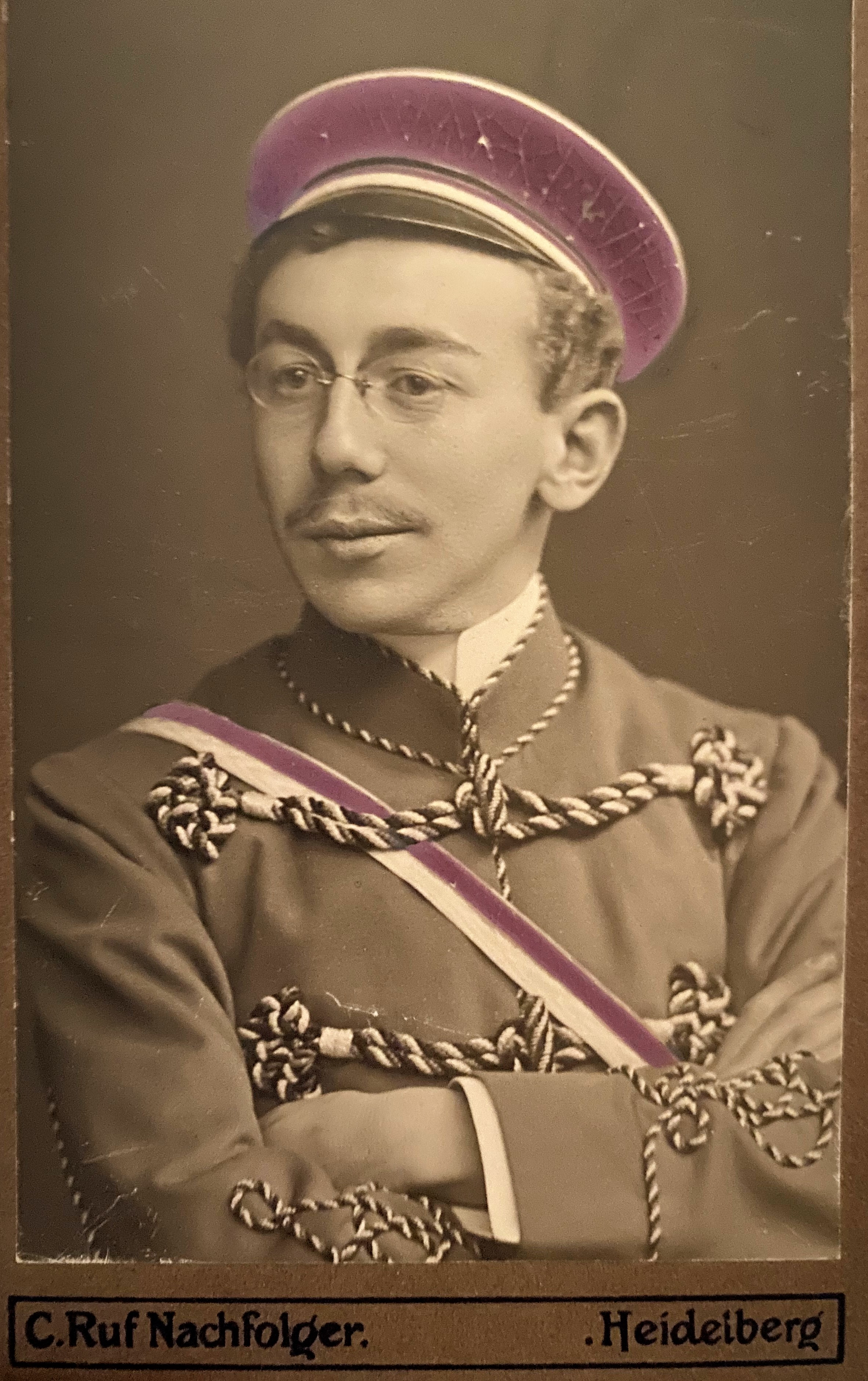
Otto Henneberger als Student

Otto Henneberger (* 25. Oktober 1892 in Herpf; † 6. Juni 1981 in Braunschweig) war ein deutscher evangelischer Pfarrer und seit 1942 Kirchenrat.

## Leben
Henneberger legte das Abitur in Meiningen ab und studierte ab 1911 Theologie an den Universitäten Heidelberg, Leipzig, Berlin und Jena. In Heidelberg schloss sich Henneberger der Sängerschaft Thuringia an. Nach dem Militärdienst wurde er Vikar und Pfarrer in Thüringen. Zwischen 1924 und 1934 leitete er den „Volksdienst“ der Thüringischen evangelischen Kirche.
Nach der nationalsozialistischen Machtergreifung 1933 verstärkte sich auch in den Kirchenleitungen der Einfluss der NSDAP. 1933 übernahmen die nationalsozialistisch orientierten Deutschen Christen auch in der Braunschweiger Kirchengemeinde St. Pauli den Kirchenvorstand. Der Jenaer Pfarrer Otto Henneberger wurde Ende 1933 vom Kirchenvorstand zum Pfarrer gewählt und trat am 1. Februar 1934 sein Pfarramt an. Er äußerte sich in vielen Publikationen zu Fragen von Religion und Staat. Der Theologe Dietrich Kuessner schilderte Hennebergers Position hierzu wie folgt:

„Henneberger nahm Bezug auf die Regierungserklärung Hitlers vom März 1933, in der Hitler tatsächlich die beiden christlichen Kirchen als Säulen seiner künftigen Politik bezeichnet hatte. Der vieldeutige Begriff eines positiven Christentums stammte aus dem nationalsozialistischen Parteiprogramm und wurde von den Gutwilligen so gedeutet, daß die NSDAP sich im Unterschied zu KPD und SPD als eine christliche Partei verstand. Henneberger interpretierte den Parteiparagraphen vom positiven Christentum als lutherisches Christentum. Der nationalsozialistische Staat mit dem Parteiprogramm des positiven Christentums war demnach für die evangelische Kirche der ideale Partner, um im Volk Gehör zu finden für das Wort Gottes und die Volkskirche zu erhalten. 
Das Amt der Volkskirche dagegen wäre es, Dom der Nation zu sein. In diesem Dom der Nation waren Luther und Hitler, lutherisches Bekenntnis und nationalsozialistische Politik zwar beide für sich und doch je nach Gelegenheit mal enger, mal distanzierter aufeinander bezogen. Gegenüber dem Nationalsozialismus hätte die Kirche eine pädagogische Aufgabe, nämlich den nationalsozialistischen Staat vor der Versuchung der Unkirchlichkeit oder eines Religionsersatzes zu bewahren, wie es die Deutsche Glaubensbewegung in Anspruch nahm.
Das war das in vielen Variationen und weiteren populären Schriften für die Hand der Gemeinde vorgetragene Denkmodell Hennebergers. Die Doppelgesichtigkeit von außerordentlicher Nähe zum nationalsozialistischen System und Staat und die polemische Distanz zur Deutschen Glaubensbewegung und der damit liebäugelnden nationalsozialistischen Parteigruppierung gaben der Position Hennebergers den typischen, von Fall zu Fall je nach Gelegenheit changierenden Charakter. Das erklärt auch, daß sich Henneberger nach dem Krieg von dieser Schrift nie unmißverständlich distanziert hat.
Im Erscheinungsjahr 1934 charakterisierte diese Schrift Henneberger als gemäßigten Deutschen Christen und gab ihm im Kirchenvorstand eine gefestigte Position, obwohl er im Gegensatz zu P. Schwarze kein NSDAP Mitglied gewesen war.“

Von 1934 bis 1966 war er Pfarrer an der St.-Pauli-Kirche in Braunschweig, an der er auch nach seiner Pensionierung wirkte. Seit 1938 war er Vorsitzender des Landesverbandes Braunschweig des Evangelischen Bundes.

## Werke (Auswahl)
- Kirche und Freidenkertum. Vom Wille des Freidenkertums und vom Sinn der Kirche. Wichern-Verlag, Berlin-Spandau 1931.
- Der Weg Gottes zu den Deutschen. Stiftungsverlag, Potsdam 1936.
- Kämpfendes Volk und glaubende Gemeinde. Verlag des Evangelischen Bundes, Berlin 1940.